# Said al-Ghamdi
Saeed al-Ghamdi (Árabe: سعيد الغامدي, Sa‘īd al-Ghāmdī; Provincia de El Baha, Arabia Saudita, 21 de noviembre de 1979 - Shanksville, Pensilvania, Estados Unidos, 11 de septiembre de 2001) fue 
un terrorista saudí, identificado por el FBI como uno de los cuatro secuestradores del vuelo 93 de United Airlines, parte de los atentados del 11 de septiembre de 2001. El FBI lo dio a conocer además con sus muchísimos alias: Abdul Rahman Saed Alghamdi, Ali S Alghamdi, Al- Gamdi, Saad M.S. Al Ghamdi, Sadda Al Ghamdi; Saheed Al-Ghamdi y Seed Al Ghamdi.

## Biografía
Nació en la Provincia de El Baha, Arabia Saudita, un área pobre y subdesarrollada. Compartió afiliación tribal con Ahmed al-Ghamdi, Hamza al-Ghamdi, y Ahmed al-Haznawi. No consiguió ningún título y se dice que conoció a otros secuestradores del 11-S, tan temprano como en el año 1999. Al Ghamdi pasó tiempo en El Kasim donde comenzó a asistir a la universidad, sin embargo, dejó de asistir pronto y cortó todo contacto con su familia. Allí, probablemente se asoció con el clérigo saudí radical Sulayman al Alwan.
Saeed viajó a Chechenia para luchar contra los rusos. En esos momentos, los militantes chechenos estaban rechazando militantes extranjeros, por lo que fue enviado a campos de entrenamiento de Al Qaeda en Afganistán. En uno de esos campos, Saeed conoció a Ahmed al-Nami, y a los hermanos Wail y Waleed al-Shehri. En la primavera del 2000, juraron la jihad.
Saeed conoció a Tawfiq bin Attash de quien se cree, lo convenció para que se convirtiera en un mártir. En esos tiempos, Saeed trabajaba como personal de seguridad en el aeropuerto de Kandahar junto a Waleed al-Shehri.
En algún momento a finales del año 2000, Saeed viajó a los Emiratos Árabes Unidos donde compró cheques de viajero. Otros cinco secuestradores también viajaron a los Emiratos Árabes Unidos y compraron cheques de viajero, incluyendo a Majed Moqed, Wail al-Shehri, Hamza al-Ghamdi, Ahmed al-Haznawi y Ahmed al-Nami.
El 23 de septiembre de 2001 el diario The Daily Telegraph publica las protestas de "Said al-Ghamdi" reclamando su inocencia de los Atentados del 11 de septiembre de 2001 y que él aún sigue vivo y trabajando en las líneas aéreas de Arabia Saudita.
En marzo de 2001, Saeed fue filmado en un video de despedida que luego fue reproducido en la cadena televisiva al-Jazeera. En el video, se ve a muchos futuros secuestradores del 11-S jurando convertirse en mártires, pero nada sobre el ataque es mencionado. Saeed consideraba a los Estados Unidos como "el enemigo", y se le ve estudiando mapas y manuales de instrucciones de vuelo.

## En los EE.UU
El 12 de junio de 2001, Saeed al-Ghamdi peticionó una segunda visa por el plazo de dos años, la cual le fue otorgada en Jeddah, Arabia Saudita. Su pedido fue enviado por una agencia de viajes local y fue procesado por Visa Express, un controvertido programa de visa estadounidenses en Arabia Saudita, el cual fue anulado al año siguiente.

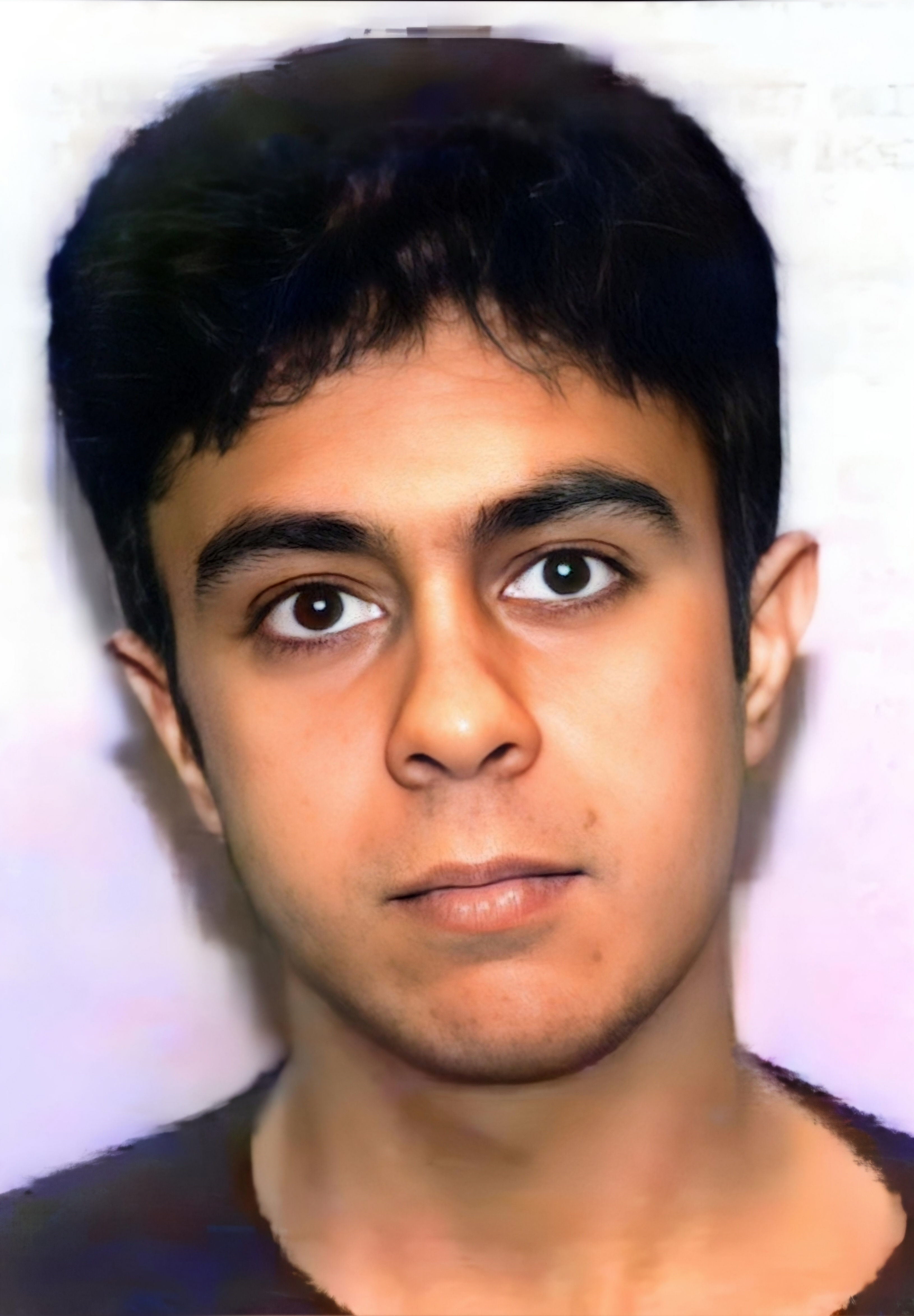
Al-Ghamdi fotografiado en 2000 o 2001

Saeed llegó a los Estados Unidos en junio de 2001. Compartió un apartamento con Ahmed al-Nami en Delray Beach, Florida. Extrañamente, él señaló a la Estación Naval Aérea de Pensacola, Florida como su dirección permanente en su carnet de conducir. Fue uno de nueve secuestradores que abrieron una cuenta bancaria con dinero depositado en el banco SunTrust en junio de 2001. Por esos meses, Saeed practicó ocasionalmente en simuladores de vuelo en la FlightSafety Aviation School de Vero Beach, Florida junto a Mohand al-Shehri y Abdulaziz al-Omari.
Según el documental del periodista de al-Jazeera Yosri Fouda Top Secret: The Road to September 11, tres semanas antes de los ataques, se cree que Saeed utilizó el nombre "Abdul Rahman" para enviar un mensaje a Ramzi Binalshibh (quien se hacía pasar por la novia de Saeed) en la internet, en el cual escribió.

El primer semestre comienza en tres semanas. Dos escuelas secundarias y dos universidades. ... Este verano sin dudas será caluroso ...19 certificados para educación privada y cuatro exámenes. Saludos al profesor. Adiós. Se dice que este mensaje daba referencia a dos blancos militares y a dos blancos civiles, diecinueve secuestradores, cuatro aviones, y Alá (el profesor)
Agosto de 2001.

El 7 de septiembre de 2001, los cuatro secuestradores del vuelo 93 viajaron desde el salvador Fort Lauderdale hacia el Aeropuerto Internacional Libertad de Newark a bordo de Spirit Airlines. Jarrah y al-Haznawi recibieron sus pasajes de ida el 5 de septiembre.

## Día del ataque

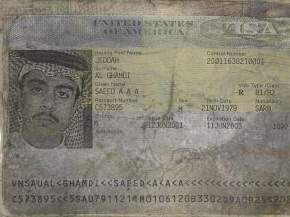
Página de la visa del pasaporte de Arabia Saudita de Saeed al-Ghamdi recuperado del sitio donde cayó el vuelo 93.

La mañana del 11 de septiembre de 2001, al-Ghamdi abordó el vuelo 93 de United Airlines sin incidentes. Debido a la demora del vuelo, los pilotos y la tripulación del vuelo 93 fueron notificados de los otros ataques y estaban en alerta. Minutos después, el vuelo 93 también fue secuestrado.
Al menos dos llamadas realizadas con teléfonos móviles desde el avión indican que los secuestradores usaban bandanas (cintas) rojas en la cabeza. Las llamadas también indicaron que uno de los secuestradores se había atado una caja al cuerpo y decía tener una bomba dentro; no se sabe qué secuestrador fue el responsable de eso.
Según las transcripciones de la cabina que fueron publicadas luego, parecería que Saeed estaba a cargo de uno de los controles del vuelo cuando este se estrelló aunque la Comisión del 11-S sostiene que Ziad Jarrah era el piloto.
Los pasajeros del vuelo se enteraron por medio de las llamadas por teléfono móvil acerca de los destinos de los otros aviones secuestrados. Una rebelión de los pasajeros terminó con el avión estrellándose en un campo en Shanksville (Pensilvania) y la muerte de todos los que iban a bordo.